# Sierra Maestra
Sierra Maestra är en  bergskedja i sydostligaste delen av Kuba. Det var här som Fidel Castro och hans rebeller i 26 juli-rörelsen först etablerade sig under gerillakriget mot Fulgencio Batistas regim.
Sierra Maestra reser sig brant från kusten och sträcker sig västerut över södra delen av den tidigare provinsen Oriente. Bergskedjan ligger huvudsakligen i provinserna Santiago de Cuba och 
Granma.
Sierra Maestra är det högst belägna området på Kuba och är rik på metaller, speciellt koppar, mangan, krom, och järn. Pico Turquino är med sina 1 974 meter över havet bergskedjans högsta punkt.

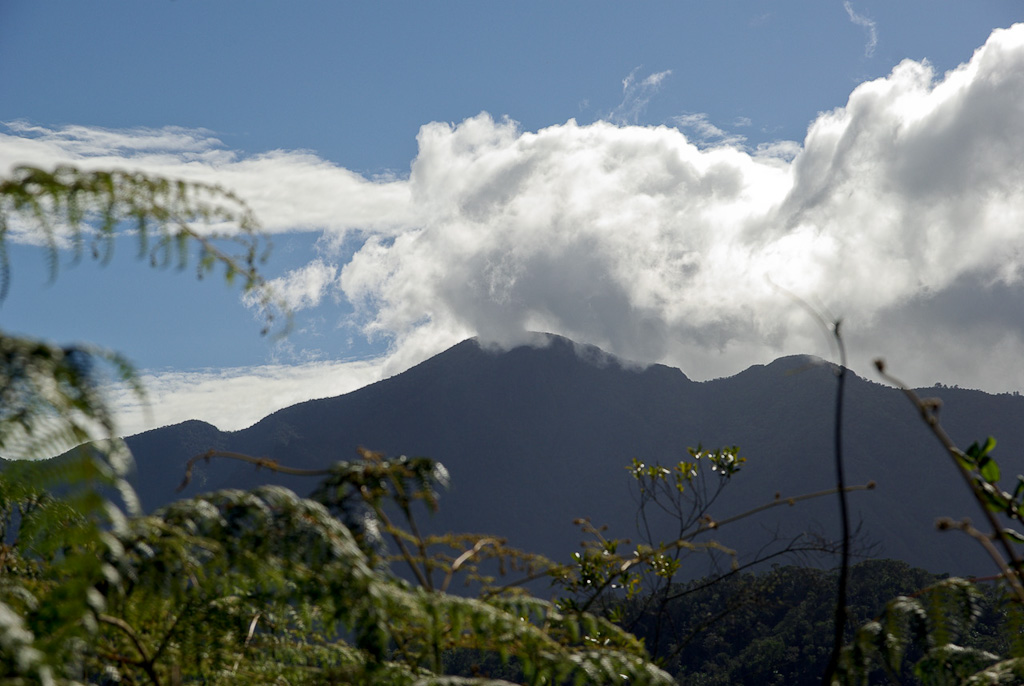
Pico Turquino